# Giro d’Italia 1940
Der 28. Giro d’Italia fand vom 17. Mai bis 9. Juni 1940 statt. Er stand schon im Schatten des Zweiten Weltkriegs.
Das Radrennen bestand aus 20 Etappen mit einer Gesamtlänge von 3.574 Kilometern. Von 91 Startern erreichten 47 das Ziel. Fausto Coppi wurde nach seinem Etappensieg auf der 11. Etappe vom Vorjahressieger und Teamkollegen Gino Bartali unterstützt und errang den Giro-Sieg vor Enrico Mollo. Die Bergwertung gewann Gino Bartali. Die Mannschaftswertung gewann das Team Gloria.

## Gesamtwertung
1. Fausto Coppi Königreich  Königreich Italien 107h 31' 10s
2. Enrico Mollo Königreich  Königreich Italien 2' 40s zurück
3. Giordano Cottur Königreich  Königreich Italien 11' 45s zurück
4. Mario Vicini Königreich  Königreich Italien 16' 27s zurück
5. Severino Canavesi Königreich  Königreich Italien 16' 50s zurück
6. Ezio Cecchi Königreich  Königreich Italien 22' 30s zurück
7. Walter Generati Königreich  Königreich Italien 25' 03s zurück
8. Giovanni De Stefanis Königreich  Königreich Italien 27' 50s zurück
9. Gino Bartali Königreich  Königreich Italien 46' 9s zurück
10. Settimo Simonini Königreich  Königreich Italien 48' 37s zurück

## Etappen
| Etappe | von / nach                | km  | Sieger                             | Führender                          |
| ------ | ------------------------- | --- | ---------------------------------- | ---------------------------------- |
| 1.     | Mailand – Turin           | 180 | Olimpio Bizzi Königreich Italien   | Olimpio Bizzi Königreich Italien   |
| 2.     | Turin – Genua             | 226 | Pierino Favalli Königreich Italien | Osvaldo Bailo Königreich Italien   |
| 3.     | Genua – Pisa              | 188 | Diego Marabelli Königreich Italien | Osvaldo Bailo Königreich Italien   |
| 4.     | Pisa – Grosseto           | 154 | Adolfo Leoni Königreich Italien    | Pierino Favalli Königreich Italien |
| 5.     | Grosseto – Rom            | 224 | Adolfo Leoni Königreich Italien    | Pierino Favalli Königreich Italien |
| 6.     | Rom – Neapel              | 238 | Glauco Servadei Königreich Italien | Pierino Favalli Königreich Italien |
| 7.     | Neapel – Fiuggi           | 178 | Walter Generati Königreich Italien | Pierino Favalli Königreich Italien |
| 8.     | Fiuggi – Terni            | 183 | Olimpio Bizzi Königreich Italien   | Enrico Mollo Königreich Italien    |
| 9.     | Terni – Arezzo            | 183 | Primo Volpi Königreich Italien     | Enrico Mollo Königreich Italien    |
| 10.    | Arezzo – Florenz          | 91  | Olimpio Bizzi Königreich Italien   | Enrico Mollo Königreich Italien    |
| 11.    | Florenz – Modena          | 184 | Fausto Coppi Königreich Italien    | Fausto Coppi Königreich Italien    |
| 12.    | Modena – Ferrara          | 199 | Adolfo Leoni Königreich Italien    | Fausto Coppi Königreich Italien    |
| 13.    | Ferrara – Treviso         | 125 | Olimpio Bizzi Königreich Italien   | Fausto Coppi Königreich Italien    |
| 14.    | Treviso – Abbazia         | 215 | Glauco Servadei Königreich Italien | Fausto Coppi Königreich Italien    |
| 15.    | Abbazia – Triest          | 179 | Mario Vicini Königreich Italien    | Fausto Coppi Königreich Italien    |
| 16.    | Triest – Pieve di Cadore  | 202 | Mario Vicini Königreich Italien    | Fausto Coppi Königreich Italien    |
| 17.    | Pieve di Cadore – Ortisei | 110 | Gino Bartali Königreich Italien    | Fausto Coppi Königreich Italien    |
| 18.    | Ortisei – Trient          | 186 | Glauco Servadei Königreich Italien | Fausto Coppi Königreich Italien    |
| 19.    | Trient – Verona           | 149 | Gino Bartali Königreich Italien    | Fausto Coppi Königreich Italien    |
| 20.    | Verona – Mailand          | 180 | Adolfo Leoni Königreich Italien    | Fausto Coppi Königreich Italien    |

## Bergwertung
1. Gino Bartali  Königreich Italien
2. Fausto Coppi  Königreich Italien
3. Enrico Mollo  Königreich Italien